# Aïchata Diomandé
Pour les articles homonymes, voir Diomandé.
Aichata Diomandé, née le 17 juillet 1984 à Treichville, est une joueuse de basket-ball de Côte d'Ivoire.

## Clubs
- Abidjan Basket Club